# Пригоршня ничего (Во все тяжкие)
Пригоршня ничего (англ. Crazy Handful of Nothin) — шестая серия американского драматического сериала «Во все тяжкие». Премьера серии состоялась 2 марта 2008 года на канале AMC. Автором сценария стал Джордж Мастрас, а режиссёром Бронвен Хьюз. В эпизоде впервые появляются Туко Саламанка и Ноу Доз, роли которых исполняют Рэймонд Крус и Сесар Гарсия соответственно.

## Сюжет
Уолтер Уайт, после его решения вернуться в незаконный наркобизнес, договаривается с Джесси: Уолт будет молча варить метамфетамина, в то время как Джесси будет продавать их продукт на улице. Уолт также хочет продолжать бизнес больше не устраивая кровопролития. Тем временем, Уолт продолжает проходить химиотерапию и говорит Скайлер Уайт, что пришёл чек Элиота Шварца, и он оплатил им процедуру. На самом деле он изо всех сил пытается оплатить лечение и планирует использовать прибыль от продажи метамфетамина, чтобы покрыть расходы. Он начинает ощущать последствия химиотерапии во время занятий, и после рвоты в мужском туалете Хьюго Арчилея, школьный уборщик, убирает за ним. На сеансе семейной терапии Скайлер говорит Уолту, что её беспокоят его пропущенные часы, но он говорит, что ему просто нравится иногда побыть одному и прогуляться. 
Во время приготовления метамфетамина Джесси замечает ожог от радиотерапии на груди Уолта и понимает, что он пытается финансово обеспечить свою семью, прежде чем умрёт от рака лёгких; Уолт подтверждает его подозрения. Джесси заканчивает их текущую партию и проводит всю ночь, продавая её, и приносит Уолту его долю в 1300 долларов, что намного меньше, чем последний ожидал. Уолт понимает, что им нужен дистрибьютор; после смерти Крейзи-8 наркобарон Туко Саламанка захватил его территорию. Джесси добивается встречи с Туко, убедив своего друга Тощего Пита, который отбывал срок в тюрьме вместе с Туко, поручиться за него. Хотя Туко готов заплатить 35 000 долларов за фунт метамфетамина, он настаивает на том, чтобы заплатить не сейчас. Когда Джесси отказывается и пытается забрать наркотики обратно, Туко жестоко избивает его.
Тем временем Хэнк Шрейдер отслеживает противогаз, найденный в пустыне, до средней школы Уолта. Хэнк и Уолт проводят инвентаризацию химической лаборатории, чтобы обнаружить пропажу другого оборудования, что заставляет Хэнка подозревать, что студент получил ключ от кладовой лаборатории. Позже Хэнк арестовывает Хьюго, у которого могли быть ключи и который имел судимость за хранение наркотиков. Уолт чувствует себя виноватым, позволяя Хьюго взять вину на себя, и пытается связаться с Джесси, только чтобы узнать о его госпитализации. Он навещает Джесси и узнает, что случилось у Туко.
Теперь, когда у Уолта начинают выпадать волосы от химиотерапии, он решает побриться налысо. После этого он договаривается о встрече с Туко. Он представляется Хайзенбергом (в честь физика Вернера Гейзенберга) и требует от Туко 50 000 долларов — 35 000 долларов за метамфетамин, который он взял у Джесси, и 15 000 долларов за избиение Джесси. Туко смеется над Уолтом за то, что тот принес ему еще один пакет метамфетамина после того, как его предыдущая партия была украдена. Уолт демонстрирует, что принёс, не метамфетамин, а гремучую ртуть. Затем Уолт бросает кусок на землю, вызывая взрыв, который выбивает окна и сбивает всех с ног. Он угрожает выбросить весь мешок, прежде чем недоверчивый Туко соглашается заплатить. Перед тем как уйти, Уолт заключает сделку с Туко, обещая давать ему два фунта мета в неделю, если Туко заплатит ему авансом. Вернувшись в свою машину с деньгами, Уолт демонстрирует наслаждение от того, что он только что сделал.

## Производство
Эпизод был написан Джорджем Мастрасом и срежиссирован Бронвеном Хьюзом; он был показан на канале AMC в США и Канаде 2 марта 2008 года. 

## Значение названия
Название эпизода является частью фразы из фильма 1967 года «Хладнокровный Люк». «Handful of nothing» означает, что у человека нет ценных карт в покерной руке и он должен блефовать, чтобы выиграть. Это также намекает на сцену, где Уолтер выигрывает семейную игру в покер, блефуя.

## Реакция
Сет Амитин из IGN дал эпизоду оценку 9,8 из 10, прокомментировав: «В телевидении есть определённая прописная истина, и вот она: начните серию со взрыва, и вы нам понравитесь. Начните со взрыва, и кого-то уходящего с сумкой, полной денег, и без всяких объяснений, мы вас любим. Создайте пять серий, которые вели бы к такому же радикальному заключению, и мы будем преклоняться перед землёй, по которой вы ходите. Это, друзья, был фантастический эпизод».
В 2019 году The Ringer поставил эпизод «Пригоршня ничего» на 32-е место лучших эпизодов «Во все тяжкие» (из 62) Vulture.com поставил его на 12-е место в общем зачёте..